# Долење Поникве
Долење Поникве (словен. Dolenje Ponikve, нем. Unterponikwe) је насељено место у општини Требње, регија Југоисточна Словенија, Словенија.

## Историја
До територијалне реорганизације у Словенији било је у саставу старе општине Требње.

## Становништво
У попису становништва из 2011. године Долење Поникве је имало 196 становника.
| Број становника према пописима | Број становника према пописима | Број становника према пописима |
| ------------------------------ | ------------------------------ | ------------------------------ |
| 1991                           | 2002                           | 2011                           |
| 158                            | 161                            | 196                            |

Напомена: Године 2018. извршена је мања размена територија између насеља Долење Поникве и Горење Поникве.